# ユリウス・レントゲン
ユリウス・レントゲンまたはレントヘン（Julius Röntgen, 1855年5月9日 － 1932年9月13日）は、オランダで活躍したドイツ人の作曲家・音楽教師。後にオランダに帰化した。

## 生涯

### 少年期から青年期
ライプツィヒにおいて音楽家の家系に生まれる。父エンゲルベルト・レントゲンは、ライプツィヒ・ゲヴァントハウス管弦楽団のヴァイオリニストであり、母パウリーネ（旧姓クレンゲル, Pauline Klengel）はピアニストであった。ユリウスは神童であり、姉妹ともども学校教育を受けなかった。音楽教育は両親と祖父母から受けており、その他の学科は個人教授について学んだ。最初のピアノ教師は、ゲヴァントハウス管弦楽団の楽長カール・ライネッケであったが、その一方で初期の作風はライネッケだけでなく、ロベルト・シューマン、フランツ・リスト、ヨハネス・ブラームスからも影響を受けた。1870年に14歳のユリウス少年はヴァイマルにフランツ・リストを訪ねる。リストのために演奏をしたところ、リスト邸の夜会に招待されたのであった。
ライプツィヒでは、レントゲン夫妻とユリウス少年はハインリヒ・フォン・ヘルツォーゲンベルクのサークルに加わっており、ヘルツォーゲンベルク家においてブラームスと最初の出会いを果たした。その後、レントゲン青年はミュンヘンに移り、その地でフランツ・ラハナー（フランツ・シューベルトの友人）にピアノを師事する。18歳にして職業ピアニストとなり、ドイツ南部を廻って演奏活動を繰り広げる間に、声楽家のユリウス・シュトックハウゼンと親しくなった。この頃には、ライネッケや父エンゲルベルトの門下生でスウェーデン人ヴァイオリニスト・作曲家のアマンダ・マイエルとも出逢い、その後1880年に結婚している。
1877年にレントゲンは、ウィーン行きとアムステルダム行きの選択を余儀なくされるが、後者を決心して、同地の音楽学校のピアノ教師に就任した。アムステルダム大学の神学教授であり、同地の文化界の重鎮であったローマン教授がレントゲンの父と親しく、ユリウス青年の面倒を見ることを約束していたからである。レントゲンは同年の手紙の中で、この学校は 「子供と素人の溜り場」 だとこぼしている。この音楽学校は公金の援助を受けておらず、どうやら学生の質よりも数に重きが置かれていたようである。

### 壮年期
1878年から1885年にかけて、ブラームスが足繁くアムステルダムを訪れる。1887年にレントゲンは、本人指揮のもとにブラームスの 《ピアノ協奏曲 第2番》 を演奏した。1883年には、作曲家仲間のフランス・クーネン（Frans Coenen）やダニエル・ド・ランヘ（Daniel de Lange）とともに、アムステルダム音楽院の開校に向けて活躍した。
1884年にレントゲンは、アムステルダム・コンセルトヘボウ管弦楽団の結成にも深くかかわり、その指揮者に就任することを志望したものの、その役職はハンス・フォン・ビューローのもとに舞い込んだために、ひどく落ち込んだ。どうやら委員会は、レントゲンの指揮者としての能力を疑っていたらしい。結局のところ、ビューローが指名を受諾しなかったために、ヴァイオリニストのウィレム・ケスが指揮者に就任した。
レントゲンは、室内楽の作曲や音楽院での任務にいっそうの情熱を傾け、またヴァイオリニストのカール・フレッシュや声楽家ヨハネス・メスヘールト、チェリストのパブロ・カザルスの伴奏ピアニストとしても名を揚げた。毎年最低1回はメスヘールトとウィーンを訪れては、きまってブラームスの許に立ち寄っている。
レントゲンはアムステルダムにおける夏の休暇中に、家族連れでしばしばデンマークを訪れた。そのような中でボディル・デ・ネーアゴー（Bodil de Neergaard）と知り合いになり、親密な友情を築き上げた。結果としてレントゲンはデンマークと緊密な関係を持つようになり、レントゲンの子供たちはデンマーク語に堪能になった。レントゲンは息子たちと数年間、ピアノ三重奏団を組んだ。1894年にアマンダ夫人に先立たれると、有能なピアノ教師アブラハミーナ・デス・アモリーエ・ヴァン・デル・ホーヴェン（Abrahamina des Amorie van der Hoeven）と再婚した。アブラハミーナ夫人と儲けた子供も音楽家の道に進んだ。
第一次世界大戦の末期である1919年に、レントゲンはオランダ国籍を取得した。戦時中は、息子の一人がドイツ軍によって囚人とされたが、もう一人の息子はアメリカ合衆国に移住して、米軍に入隊している。そのためレントゲンは長年にわたって故国ドイツを訪れることが出来なかった。

### 老年期
1924年に公職から引退し、ユトレヒト近郊の小村ビルトーフェン（Bilthoven）に移った。音楽家にならなかった息子フランス（Frans）が、別荘 「ガウデアムス」 を建ててくれたのである。「ガウデアムス」 の風変わりな円形の音楽室は、床面が地面に接触しないように建てられている。レントゲンは最後の8年間に、およそ100曲（一説によると200曲近く）を書き上げた。大半は室内楽曲と歌曲であった。「ガウデアムス」 は、多くの作曲家や音楽家にとっての集会場となり、常連客に、カザルスやパーシー・グレインジャーがいた。レントヘンは楽曲分析の研究を進め、アルノルト・シェーンベルクやイーゴリ・ストラヴィンスキー、パウル・ヒンデミット、ウィレム・ペイペルの作品にも関心を寄せた。晩年は、アムステルダムの映画館トゥシンスキーにおいて伴奏ピアニストを務めることもあり、その際には、ディルク・ヴァン・デル・ヴェン（Dirk van der Ven）と合作した大衆的なポピュラー音楽を披露した。また、ピアノロールへの録音にも取り組んでいる。
1930年にエディンバラ大学より名誉博士号を授与された。同大学には、友人のドナルド・フランシス・トーヴィが教授を務めており、訪英中にトーヴィが、レントヘンの交響曲と、作曲者自身の独奏により新作の2つのピアノ協奏曲を上演してくれた。
第2次世界大戦後に 「ガウデアムス荘」 は、「ガウデアムス協会」 の拠点になり、現代オランダ音楽の普及に寄与することとなった。
1932年にユトレヒトにて他界した。

## 作品
レントゲンは非常な多作家で、600を超える作品を残した。18の交響曲、7つのピアノ協奏曲、3つのヴァイオリン協奏曲、3つのチェロ協奏曲のほか、22の弦楽四重奏曲・14のピアノ三重奏曲など多数の室内楽曲やピアノ曲、声楽曲がある。グリーグ夫妻と親交が深く、グリーグの未完成の遺稿であった 《弦楽四重奏曲第2番 ヘ長調》 を補筆・完成させた。ドイツ後期ロマン派音楽から出発したが、グリーグや、その後の近代音楽からの影響も見られるようになり、印象主義音楽を経て、よりモダンな作風へと発展した。最晩年になって無調を試みており、出版されなかったものの複調による交響曲も作曲している。

### 管弦楽曲
- 交響曲 第1番
- 交響曲 第4番
- 交響曲 第8番 嬰ハ短調（1930年）　【演奏例】
- 交響曲 第15番 嬰ヘ短調（1931年）　【演奏例】
- 交響曲 第19番 【演奏例】
- オーケストラのためのセレナーデ ホ長調（1902年）
- ピアノ協奏曲 第2番 Op.18
- ピアノ協奏曲 第3番 ニ短調 （1887年）
- ピアノ協奏曲 第4番 ヘ長調 （1906年）
- ピアノ協奏曲 第6番 ホ短調 （1929年）　【演奏例】
- ヴァイオリン協奏曲 第1番 イ短調（1902年）　【演奏例】
- ヴァイオリン協奏曲 第3番 嬰ヘ短調（1931年）　【演奏例】
- チェロ協奏曲 第1番 （1893-94年）
- チェロ協奏曲 第2番 ト短調（1909年）【演奏例】

### 室内楽曲
- 管楽セレナーデ Op.14
- 弦楽五重奏曲 ハ長調 （1877年）
- ピアノ五重奏曲 ハ長調 （1903年）
- 弦楽四重奏曲 第2番 イ短調 （1874年）
- 弦楽四重奏曲 第3番 ハ短調 （1877年）
- 弦楽四重奏曲 第4番 嬰ハ短調 （1877年）
- 弦楽四重奏曲 第5番
- 弦楽四重奏曲 第6番 （1895年）
- オーボエ・2ヴァイオリン・コントラバスのための 《牧歌》
- ピアノ三重奏曲 第1番 変ロ長調 Op.23 （1883年）
- ピアノ三重奏曲 第2番 ニ長調 （1898年）
- ピアノ三重奏曲 第3番 ト短調 （1898年）
- ピアノ三重奏曲 第4番 ハ短調 Op.50 （1904年）
- ピアノ三重奏曲 第10番 《ガウデアムス》 【演奏例】
- フルート・オーボエ・ファゴットのための三重奏曲 ト長調 Op.86
- ヴァイオリン・ソナタ 第3番 Op.20
- ヴァイオリン・ソナタ 第4番 Op.40
- ヴァイオリン・ソナタ 第5番 （1908年）
- ヴィオラ・ソナタ 第1番 ハ短調 （1924年） 【演奏例】
- ヴィオラ・ソナタ 第2番 変イ長調 （1925年） 【演奏例】
- ヴィオラ・ソナタ 第3番 イ短調 （1925年） 【演奏例】
- チェロ・ソナタ 第2番 イ短調 Op.41（1900年）　【演奏例】
- チェロ・ソナタ 第3番
- チェロ・ソナタ 第4番
- チェロ・ソナタ 第5番 Op.56
- チェロ・ソナタ 第6番 ニ長調 （1914-15年）
- オーボエ・ソナタ 第1番 嬰ヘ短調 （1918年）
- オーボエ・ソナタ 第2番 ニ長調 （1928年）
- ファゴット・ソナタ 変イ長調 （1929年）
- オーボエとピアノのための組曲 《ヨトゥンヘイムから》 （1892年） 【演奏例】

### 独奏曲
- ピアノ・ソナタ 第7番 ハ短調 (1877年）
- ピアノ・ソナタ 第8番 イ短調 (1898年）
- ピアノのためのバラード
- ピアノのためのパッサカリアとフーガ
- ピアノのための前奏曲

### 声楽曲
- 男声合唱のための 《若者たち》 Op.54